# Piotr Majcher
Piotr Jarosław Majcher (ur. 1964, zm. 28 lutego 2022) – polski lekarz, rehabilitant medyczny, doktor habilitowany nauk medycznych, profesor nadzwyczajny, konsultant krajowy w dziedzinie rehabilitacji medycznej na lata 2018-2023.

## Życiorys
Studiował na Akademii Medycznej w Lublinie (Wydział Lekarski). Studia ukończył w 1989. W 1996 uzyskał stopień doktora medycyny (wyróżnienie). W 1997 ukończył specjalizację II stopnia z rehabilitacji medycznej (również wyróżnienie). W latach 1989–2004 był zatrudniony w Katedrze i Klinice Rehabilitacji Uniwersytetu Medycznego w Lublinie (leczenie skolioz, urazów i chorób rdzenia kręgowego oraz CNS). Od 2004 roku jest kierownikiem Zakładu Rehabilitacji i Fizjoterapii Katedry Rehabilitacji, Fizjoterapii i Balneoterapii Uniwersytetu Medycznego w Lublinie. Od 2006 do 2017 kierował Ośrodkiem Rehabilitacji Centrum Onkologii Ziemi Lubelskiej im. Św. Jana z Dukli w Lublinie, gdzie zajmował się przede wszystkim rehabilitacją onkologiczną. Habilitował się w 2010. Od 1 października 2017 kieruje Oddziałem Rehabilitacji 1. Wojskowego Szpitala Klinicznego z Polikliniką w Lublinie. 5 lipca 2018 Minister Zdrowia powołał go na stanowisko konsultanta krajowego w dziedzinie rehabilitacji medycznej (do 2023).
Od 1990 jest członkiem Polskiego Towarzystwa Rehabilitacji (od 2013 pełni rolę wiceprezesa zarządu głównego, a od 2010 przewodniczącego Sekcji Rehabilitacji Onkologicznej tej organizacji). Od 2012 do 2015 był lubelskim konsultantem wojewódzkim ds. rehabilitacji medycznej. Od 2015 jest konsultantem medycznym i pełnomocnikiem ds. rozwoju naukowo-dydaktycznego uzdrowiska w Nałęczowie. Jest członkiem Krajowej Rady Onkologii przy Ministrze Zdrowia, wiceprzewodniczącym Narodowej Rady Rehabilitacji Narodowego Instytutu Geriatrii, Reumatologii i Rehabilitacji w Warszawie, a także biegłym sądowym rehabilitacji medycznej (Sąd Okręgowy w Lublinie). Pełni też funkcję członka Państwowej Komisji Egzaminacyjnej w dziedzinie rehabilitacji medycznej.
Pochowany w Motyczu.

## Publikacje
Jest autorem lub współtwórcą 359 publikacji naukowych (165 prac oryginalnych) oraz promotorem dziesięciu rozpraw doktorskich, jak również członkiem rad naukowych i konsultantem czasopism naukowych: Ortopedia Traumatologia Rehabilitacja, Przegląd Medyczny Uniwersytetu Rzeszowskiego i Polski Przegląd Rehabilitacji. Pełni funkcję eksperta w Zespole ds. opracowania koncepcji nowej ustawy o leczeniu uzdrowiskowym.